# Naves (Almeida)
Naves é uma povoação portuguesa do Município de Almeida que foi sede da extinta Freguesia de Naves, freguesia que tinha 13,86 km² de área e 68 habitantes (2011), e, por isso, uma densidade populacional de 4,9 hab/km².
A Freguesia de Naves foi extinta em 2013 no âmbito de uma reforma administrativa nacional, tendo sido agregada à freguesia de Junça, para formar uma nova freguesia denominada União das Freguesias de Junça e Naves com sede em Junça.

## População
| Totais e grupos etários | Totais e grupos etários | Totais e grupos etários | Totais e grupos etários | Totais e grupos etários | Totais e grupos etários | Totais e grupos etários | Totais e grupos etários | Totais e grupos etários | Totais e grupos etários | Totais e grupos etários | Totais e grupos etários | Totais e grupos etários | Totais e grupos etários | Totais e grupos etários | Totais e grupos etários |
| ----------------------- | ----------------------- | ----------------------- | ----------------------- | ----------------------- | ----------------------- | ----------------------- | ----------------------- | ----------------------- | ----------------------- | ----------------------- | ----------------------- | ----------------------- | ----------------------- | ----------------------- | ----------------------- |
|                         | 1864                    | 1878                    | 1890                    | 1900                    | 1911                    | 1920                    | 1930                    | 1940                    | 1950                    | 1960                    | 1970                    | 1981                    | 1991                    | 2001                    | 2011                    |
|                         | 244                     | 252                     | 256                     | 271                     | 272                     | 262                     | 196                     | 226                     | 255                     | 232                     | 195                     | 175                     | 145                     | 101                     | 68                      |
| i)                      |                         |                         |                         |                         |                         |                         |                         |                         |                         |                         |                         |                         |                         | 6                       | 2                       |
| ii)                     |                         |                         |                         |                         |                         |                         |                         |                         |                         |                         |                         |                         |                         | 12                      | 4                       |
| iii)                    |                         |                         |                         |                         |                         |                         |                         |                         |                         |                         |                         |                         |                         | 48                      | 31                      |
| iv)                     |                         |                         |                         |                         |                         |                         |                         |                         |                         |                         |                         |                         |                         | 35                      | 31                      |

```
i)
 0 aos 14 anos;
 ii)
 15 aos 24 anos; 
iii)
 25 aos 64 anos; 
iv)
 65 e mais anos	
```

## Património
- Edificado:
  - Pequenos núcleos de Arquitectura Popular residencial e agrícola;
  - Fonte do Freixo (Mergulho com Tanque) - século XVIII/XIX
- Religioso:
  - Igreja Matriz - século XVIII (Barroco);
  - Campanário rústico- século XVIII
- Natural e Lazer:
  - Paisagem sobre o rio Côa